# Pomník primátora Jana Podlipného
Pomník Jana Podlipného je umístěn na Elsnicově náměstí v Praze-Libni. Pomník byl odhalen v roce 1935.

## Historie
JUDr. Jan Podlipný, český vlastenec, starosta České obce sokolské a starosta hlavního města Prahy od roku 1897 do roku 1900, zemřel v roce 1914. Krátce po jeho úmrtí byl v Libni založen Spolek pro zbudování pomníku JUDr. Janu Podlipnému. Až v roce 1931 spolek obdržel od rady hl. města Prahy povolení umístit pomník v blízkosti Libeňského zámku. Na realizaci nejvíce přispěly finanční ústavy  a sokolské župy. Vypracování bylo svěřeno akademickému sochaři Jaroslavu Brůhovi a architektovi J. Bloudkovi. Práce na bronzové soše v nadživotní velikosti a vysokém podstavci byly dokončeny v roce 1935 a v témže roce byl pomník odhalen.